# وعلان منتشر
وعلان منتشر (الاسم العلمي:Commelina diffusa) هو نوع من النباتات يتبع جنس الوعلان من الفصيلة الوعلانية.